# Texas Longhorns

Logo der Texas Longhorns

Die Texas Longhorns sind die Sportteams der University of Texas at Austin aus Austin im US-Bundesstaat Texas. Die University of Texas at Austin hat insgesamt 19 verschiedene Sportteams, davon 8 Männer- und 11 Frauenteams. Die Longhorns gehören der Big 12 Conference an. Im Juli 2021 beschlossen die Longhorns, zur Saison 2024 in die Southeastern Conference zu wechseln. Die Farben der Teams sind Braunorange („burnt orange“) und Weiß.

## Name und Traditionen

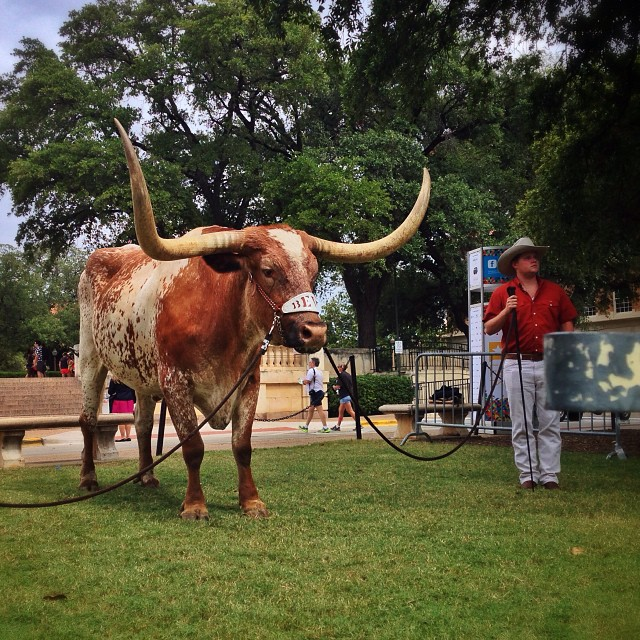
Bevo XIV (2013)

Der Name und die Farben, die bereits 1885 genutzt wurden, sind von der Rinderrasse Texas Longhorn abgeleitet, die für ihre charakteristischen Hörner bekannt ist. Seit 1916 gibt es das lebende Maskottchen Bevo, einen Longhorn-Stier. Bevo XV ist seit 2016 das aktuelle Maskottchen. Zudem gibt es das verkleidete Maskottchen Hook ’em.

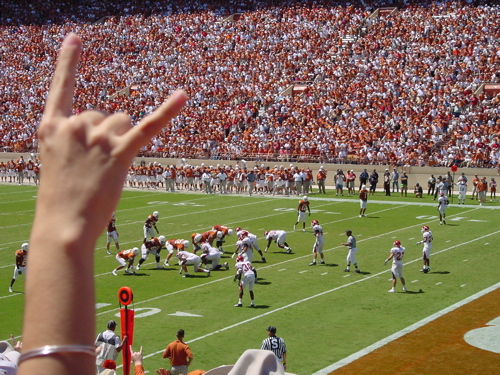
Hook ’em Horns

Das Handzeichen Hook ’em Horns gibt es seit 1955, der Fangesang Texas Fight! ist seit 1923 im Footballstadion der Longhorns zu hören. Er enthält auch das seit 1903 bestehende Universitätslied The Eyes of Texas. Seit 1953 wird die Kanone Smokey the Cannon abgefeuert, wenn die Footballmannschaft der Longhorns punktet oder ein Spiel gewinnt.

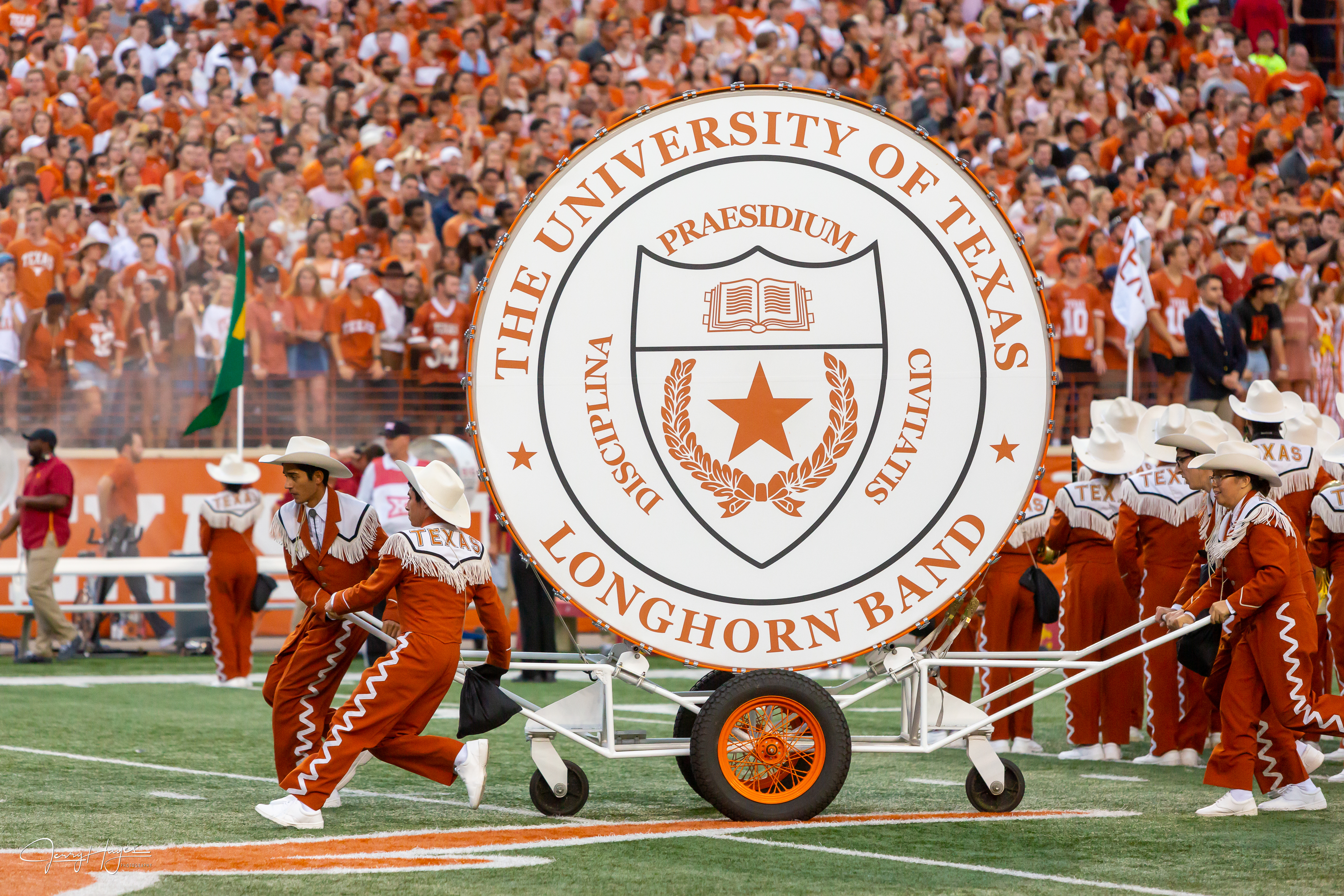
Big Bertha bei einem Spiel der Longhorns 2018

Die Bass Drum Big Bertha wird bei den Footballspielen der Longhorns gespielt. Sie hat einen Durchmesser von rund 2,5 Metern, wiegt 230 Kilogramm und wird von den Longhorns als größte Trommel der Welt vermarktet. Guinness World Records führt allerdings eine Trommel mit rund sechs Metern Durchmesser aus Südkorea als Weltrekordhalter. Big Bertha wurde zunächst ab 1922 bei Footballspielen der University of Chicago genutzt, die ihr Footballprogramm allerdings 1939 einstellte. Im Rahmen des Manhattan-Projekts an der University of Chicago wurde die Trommel durch den Chicago Pile 1 radioaktiv kontaminiert. Nach einer Dekontamination erwarb die University of Texas at Austin die Trommel 1955 für einen Dollar.

## Sportarten
Die Longhorns bieten folgenden Sportarten an:
| Sportart          | Männer | Frauen |
| ----------------- | ------ | ------ |
| American Football | X      |        |
| Baseball          | X      |        |
| Basketball        | X      | X      |
| Beachvolleyball   |        | X      |
| Crosslauf         | X      | X      |
| Fußball           |        | X      |
| Golf              | X      | X      |
| Leichtathletik 1  | X      | X      |
| Rudern            |        | X      |
| Schwimmsport      | X      | X      |
| Softball          |        | X      |
| Tennis            | X      | X      |
| Volleyball        |        | X      |
| Stand: 2024       |        |        |

Zudem gibt es den Rugbyverein UT Rugby Football Club.

## American Football

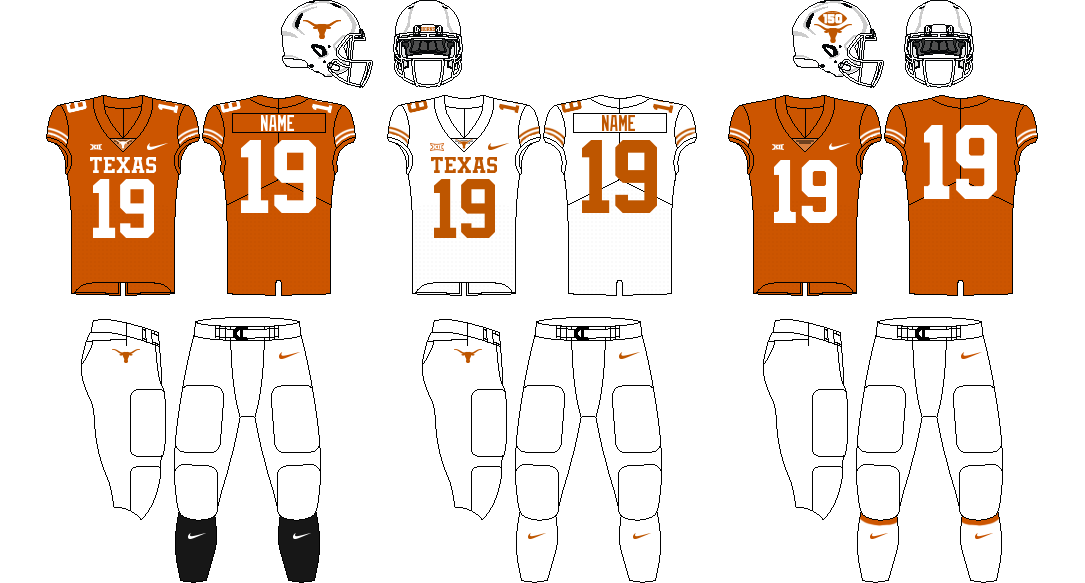
Uniformen der Texas Longhorns

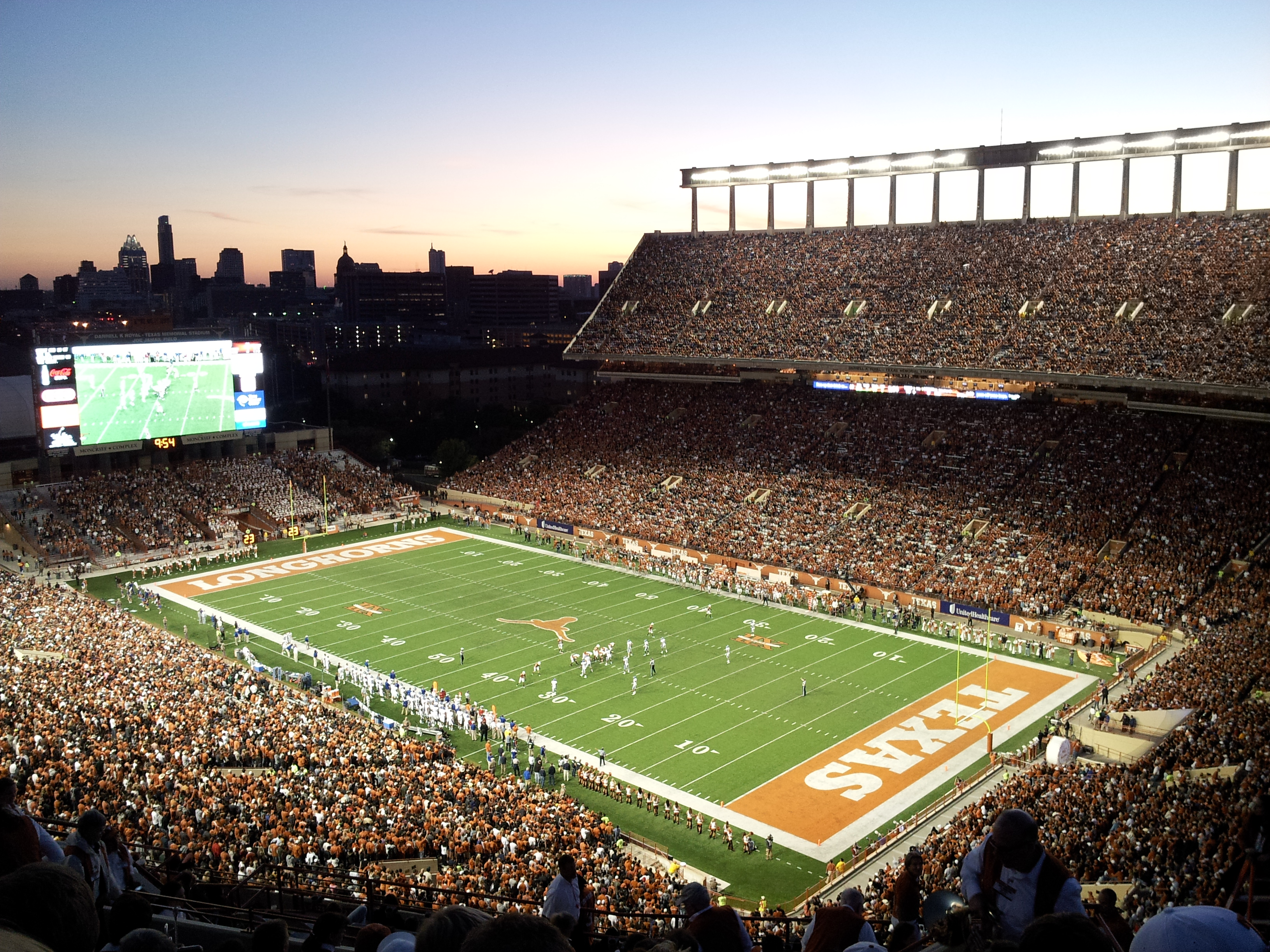
Heimspiel der Texas Longhorns im Jahr 2011

Mit 924 Siegen, 378 Niederlagen und 34 Unentschieden und einer Siegquote von etwa 70 % zählen die Longhorns zu den erfolgreichsten Mannschaften der College-Football-Geschichte. Die Longhorns beanspruchen den Gewinn von vier Meisterschaften: 1963, 1969, 1970 und 2005. Erfolgreichster Head Coach in der Geschichte der Longhorns war Darrell Royal, nach dem heute das Stadion benannt ist. Er war von 1957 bis 1976 Hauptübungsleiter des Teams und damit bei drei der vier Meisterschaften im Amt. Unter Royal gewannen die Longhorns 184 Partien bei 60 Niederlagen und fünf Unentschieden. Die Meisterschaft 2005 gewann das Team mit Head Coach Mack Brown, der von 1998 bis 2013 im Amt war. Mit 158 Siegen und einer Siegquote von 76,7 % ist er nach Royal der zweiterfolgreichste Trainer der Longhorns.
Da die Texas Longhorns trotz ihrer erfolgreichen Geschichte in jüngerer Vergangenheit nicht mehr zu den besten College-Football-Teams aufschließen konnten (zuletzt gewann man 2009 mehr als neun Partien), verbreitete sich Ende der 2010er-Jahre das Meme „Texas is back“. Es geht auf einen Tweet von ESPN zum ersten Saisonspiel der Longhorns 2016 zurück, in dem man die Notre Dame Fighting Irish nach doppelter Overtime besiegen konnte. Seitdem wird im Internet regelmäßig bei Erfolgen und Misserfolgen der Longhorns ironisch „Texas is back“ kommentiert.
Die Longhorns tragen ihre Heimspiele im 1924 errichteten Darrell K Royal-Texas Memorial Stadium aus, das Platz für 100.119 Zuschauer bietet und zu den größten Stadien der Welt gehört.
Mit Earl Campbell (1977) und Ricky Williams (1998) gewannen zwei Runningbacks der Longhorns die Heisman Trophy als bester College-Football-Spieler. Zu ihren Ehren wurde das Footballfeld in Campbell-Williams Field umbenannt. Campbell wurde im NFL Draft 1978 als Gesamterster gewählt, ebenso Linebacker Tommy Nobis im Jahr 1966 und Defensive End Kenneth Sims 1982.

Größter Rivale des Footballteams sind die Oklahoma Sooners. Das jährlich zwischen den beiden Mannschaften im Cotton Bowl in Dallas ausgetragene Spiel wird Red River Rivalry, Red River Shootout oder Red River Showdown genannt. Die Red River Rivalry gilt als eine der größten College-Football-Rivalitäten. Ihr Name leitet sich vom Red River ab, der die Grenze zwischen den Bundesstaaten Texas und Oklahoma bildet.
Innerhalb von Texas sind die Texas A&M Aggies der traditionelle Erzrivale der Longhorns. Von 1894 bis 2011 wurde jährlich, meist an Thanksgiving, der Lone Star Showdown ausgetragen. Zur Saison 2012 wechselten die Aggies von der Big 12 in die Southeastern Conference, wodurch seitdem keine Spiele zwischen den beiden Mannschaften mehr stattfanden. Auch die Rivalität zu den Arkansas Razorbacks hatte durch den Wechsel des Gegners in die SEC, der bei Arkansas bereits 1992 erfolgte, an Bedeutung verloren. Durch den Wechsel von Texas in die SEC zur Saison 2024 werden beide Begegnungen wieder regelmäßig ausgetragen.

## Baseball
Das Baseballprogramm der Longhorns ist eines der erfolgreichsten des Landes und gewann sechsmal (1949, 1950, 1975, 1983, 2002, und 2005) die nationale Meisterschaft, die College World Series. Weitere sechs Male erreichte man das Finale und verlor (1953, 1984, 1985, 1989, 2004, 2009). Nur die USC Trojans waren häufiger College-Meister, zusammen mit den LSU Tigers sind die Longhorns der zweithäufigste Sieger.

## Basketball

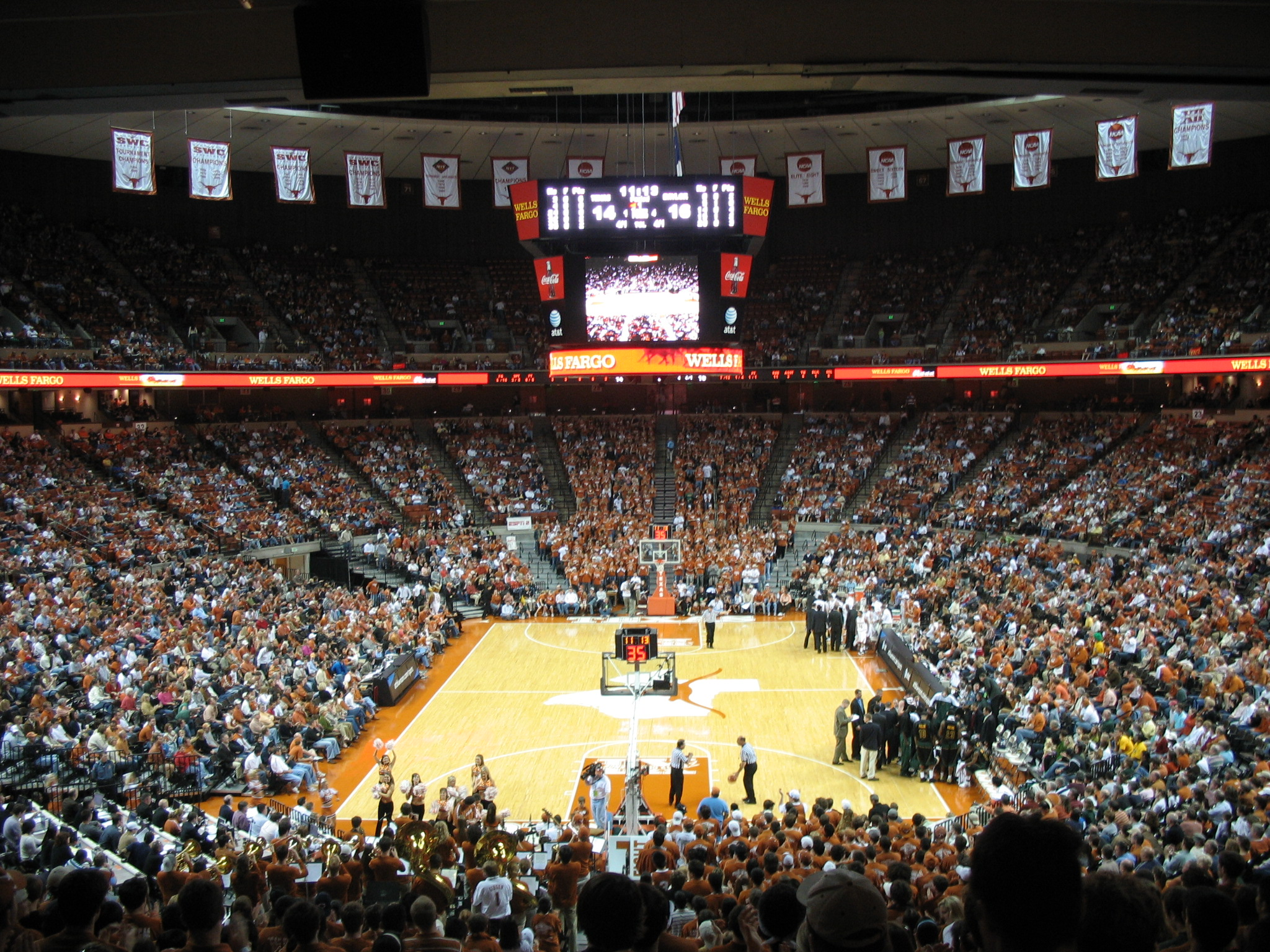
Spiel der Longhorns im Frank Erwin Center

Die Frauen und Männer nutzten von 1977 bis 2022 das 16.540 Zuschauer fassende Frank Erwin Center als Heimspielstätte. Am 20. April 2022 wurde die neue Basketballhalle, das Moody Center, eingeweiht. Das Frauenteam gewann 1986 die NCAA Division I Basketball Championship.

## Leichtathletik
Zahlreiche international erfolgreiche Athleten waren für die Longhorns aktiv, darunter die Olympiasieger Morolake Akinosun, Michelle Carter, Carlette Guidry, Bianca Knight, Courtney Okolo, Sanya Richards-Ross, Moushaumi Robinson und Melaine Walker bei den Frauen sowie Ryan Crouser, Johnny Jones und Dean Smith bei den Männern.

## Schwimmsport
Die Abteilung für Schwimmen und Tauchen gewann bislang 15 nationale Meisterschaften und ist damit das erfolgreichste Team der NCAA, von 2015 bis 2021 holten die Männer fünf von sechs möglichen Titeln. Zahlreiche Schwimmer der Longhorns gewannen bereits olympisches Gold.